# Midibus

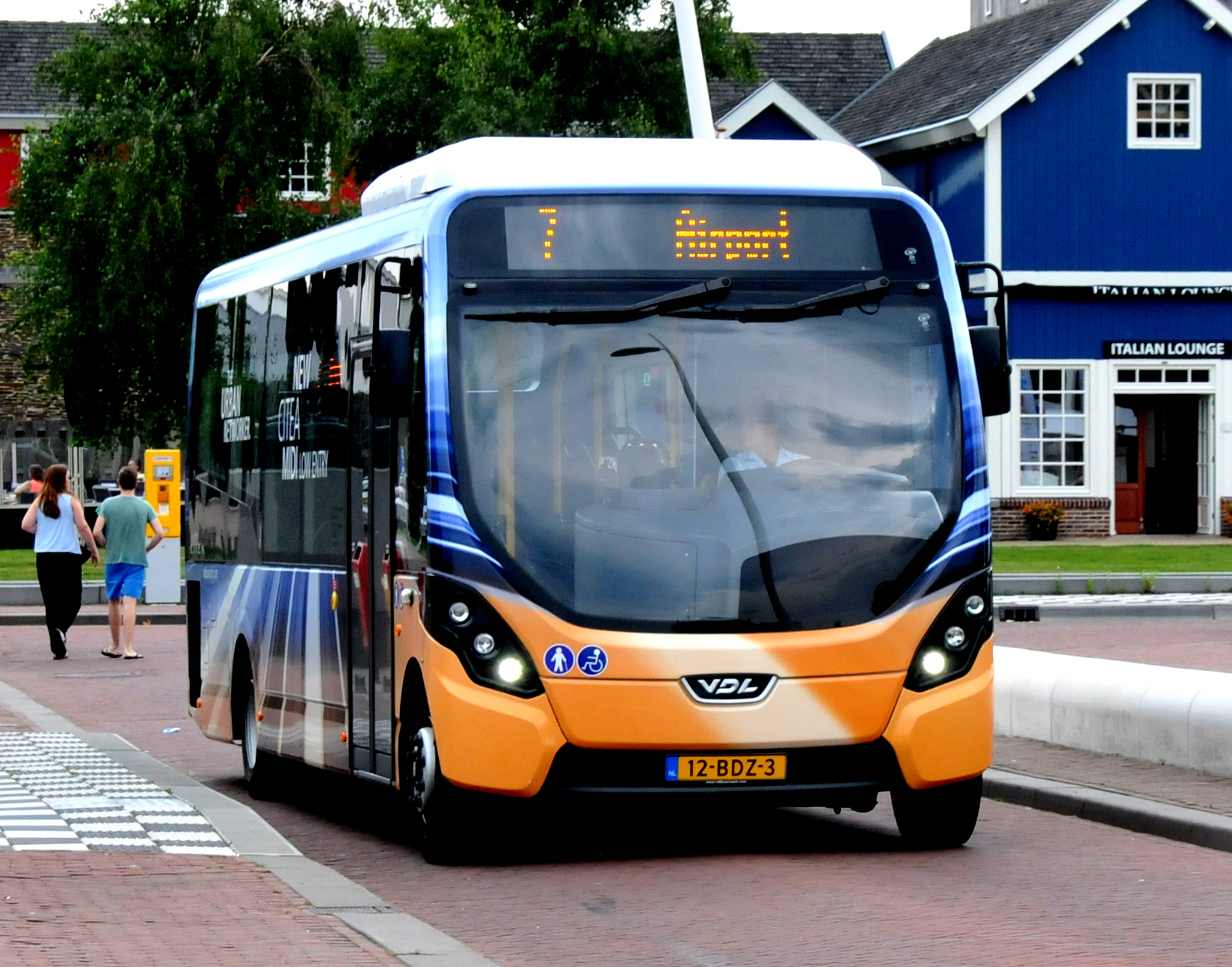
Wright Streetlite van VDL

Een midibus is een autobus met een capaciteit van meer dan negen personen, maar die korter is dan een standaard twaalfmeterbus. Bij de tourvariant gaat het meestal om bussen voor circa 25 personen. In het Verenigd Koninkrijk komt dit type bus het meeste voor. In Zuid-Afrika kent men de definitie ook, maar gaat om bussen met een capaciteit van 16 tot 35 personen. Het bestverkochte model in Europa in 2022 was de Karsan e-ATAK. Ook de Altas Cityline is populair. Midibussen worden in lijndienst in Rusland als marsjroetka, in Mexico als pesero en in de Filipijnen als jeepney aangeduid.

## Varianten
Het gat tussen de minibus en de standaard twaalfmeterbus is zo groot, dat er drie varianten zijn.

### Op basis van een bestelbus
Standaard leveren veel fabrikanten een negenspersoonsuitvoering die als minibus gecategoriseerd worden. Daarvan zijn ook langere versies leverbaar, met een grotere capaciteit. Wanneer een grotere dan standaardbreedte gewenst is wordt de carrosserie ook aangepast.
Voorbeelden
- Indcar Wing
- Kutsenits City
- Mercedes-Benz Sprinter City
- Mercedes-Benz Sprinter Travel
- Rošero First
- Tribus Civitas
- VDL Kusters Midcity
- VDL Procity

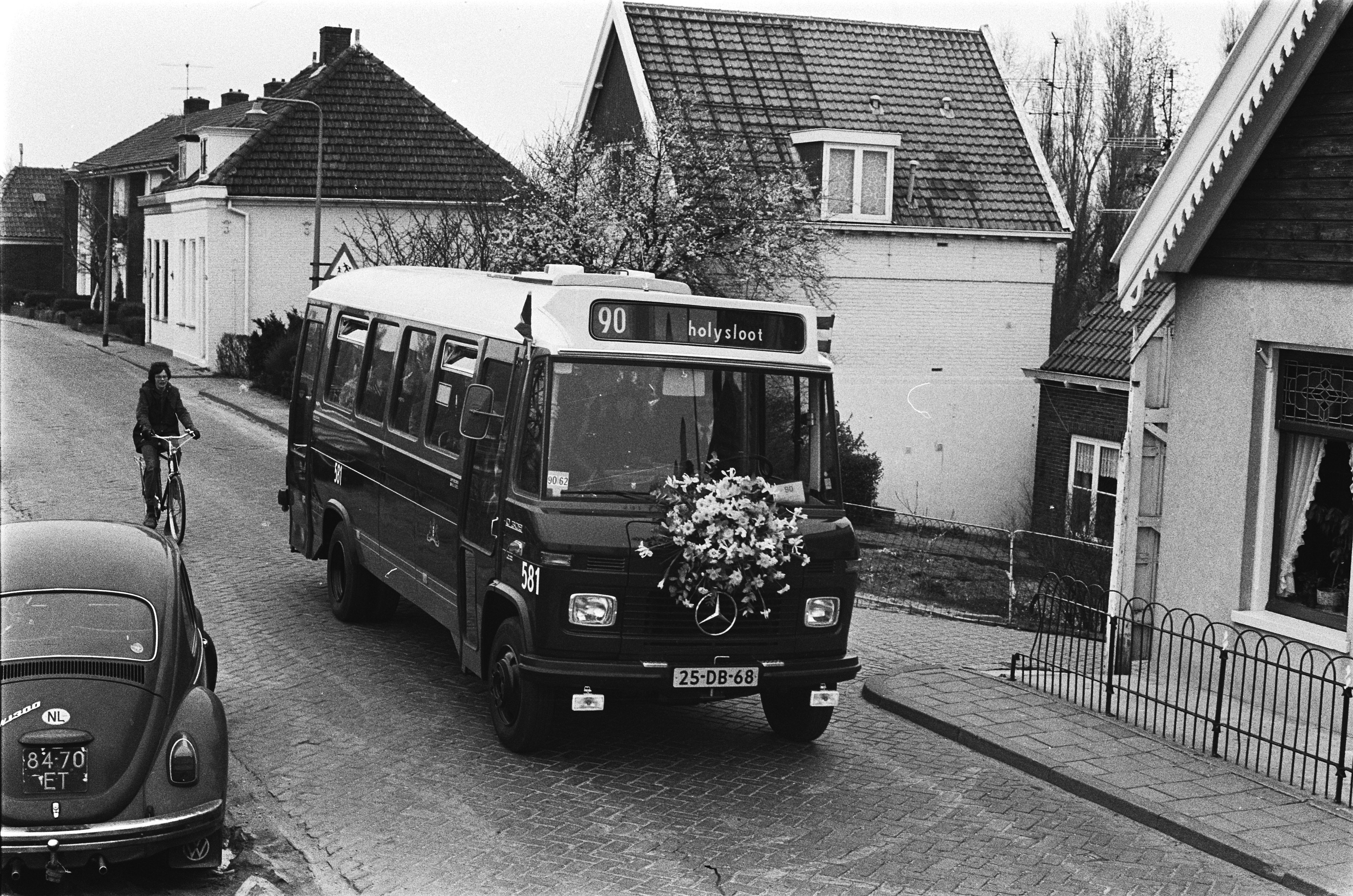
Mercedes Amsterdam serie 581-584 (1978-1984)
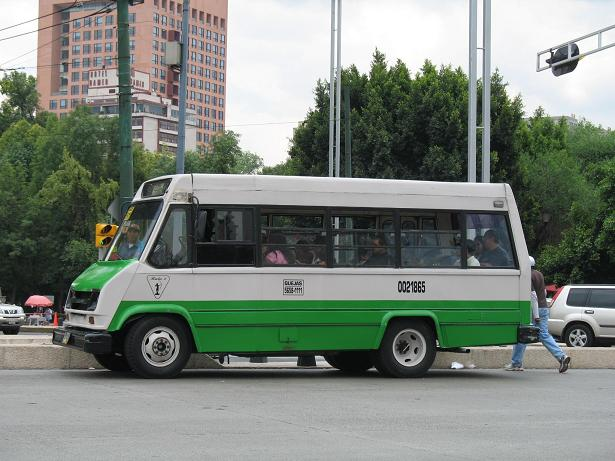
een Pesero in Mexico-Stad
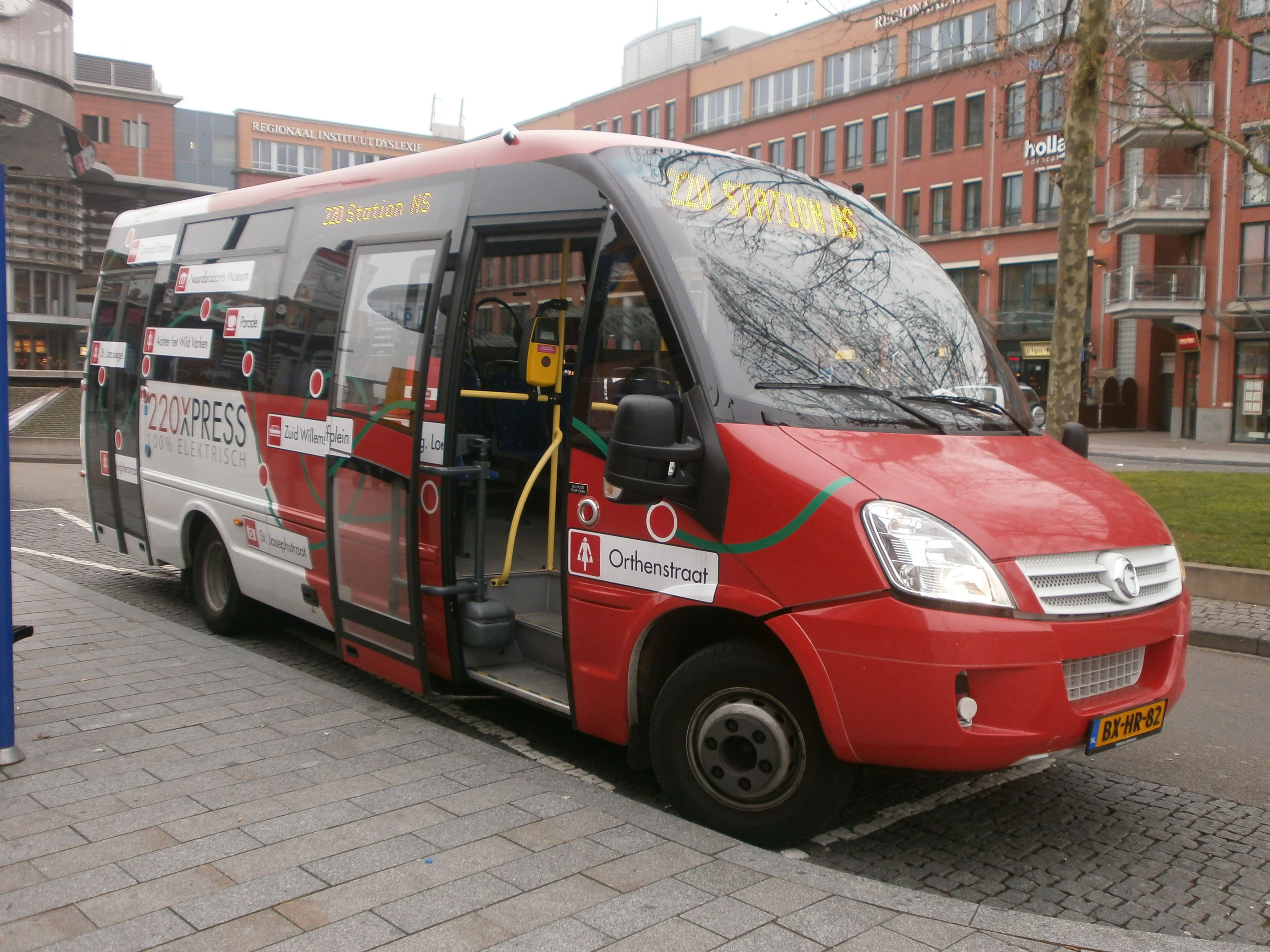
Rošero First
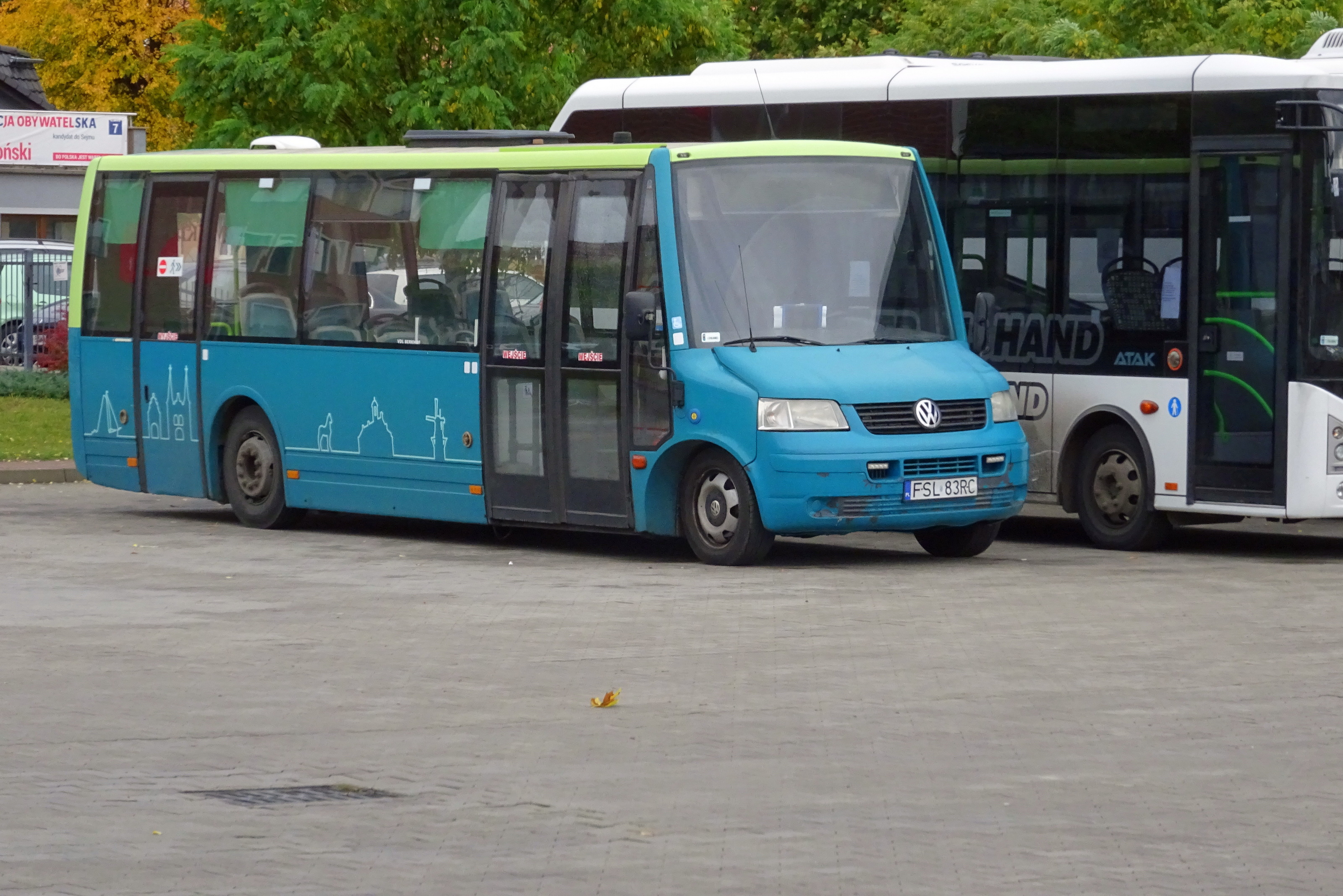
ProCity op basis van een Volkswagen T5
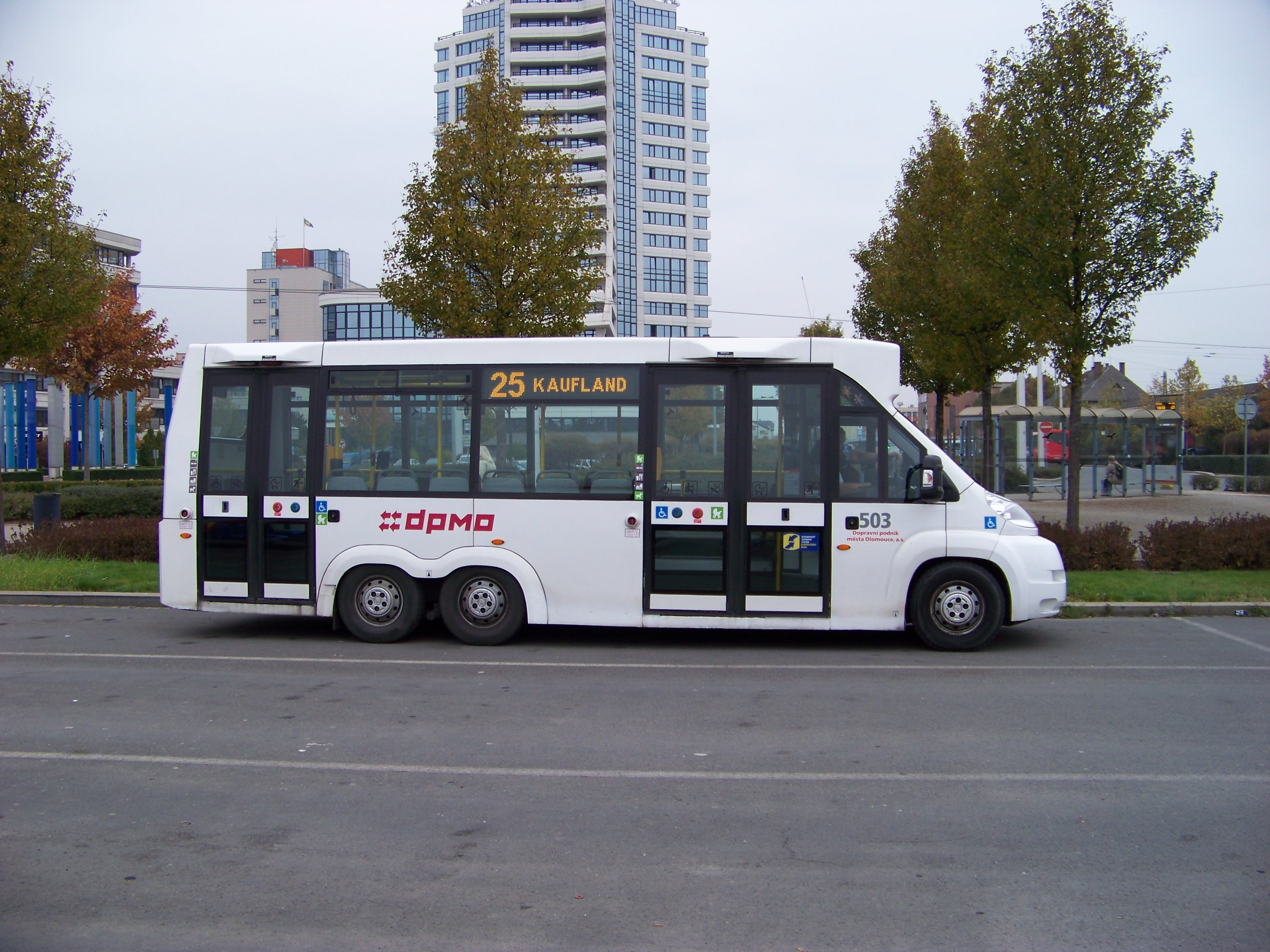
Fiat-chassis midibus

### Midibus-chassis
In Japan en met name in het Verenigd Koninkrijk worden bussen op speciaal daarvoor bestemde chassis gebouwd, met name in het laatste land met een speciaal ontworpen carrosserie.
Voorbeelden
- Optare Solo

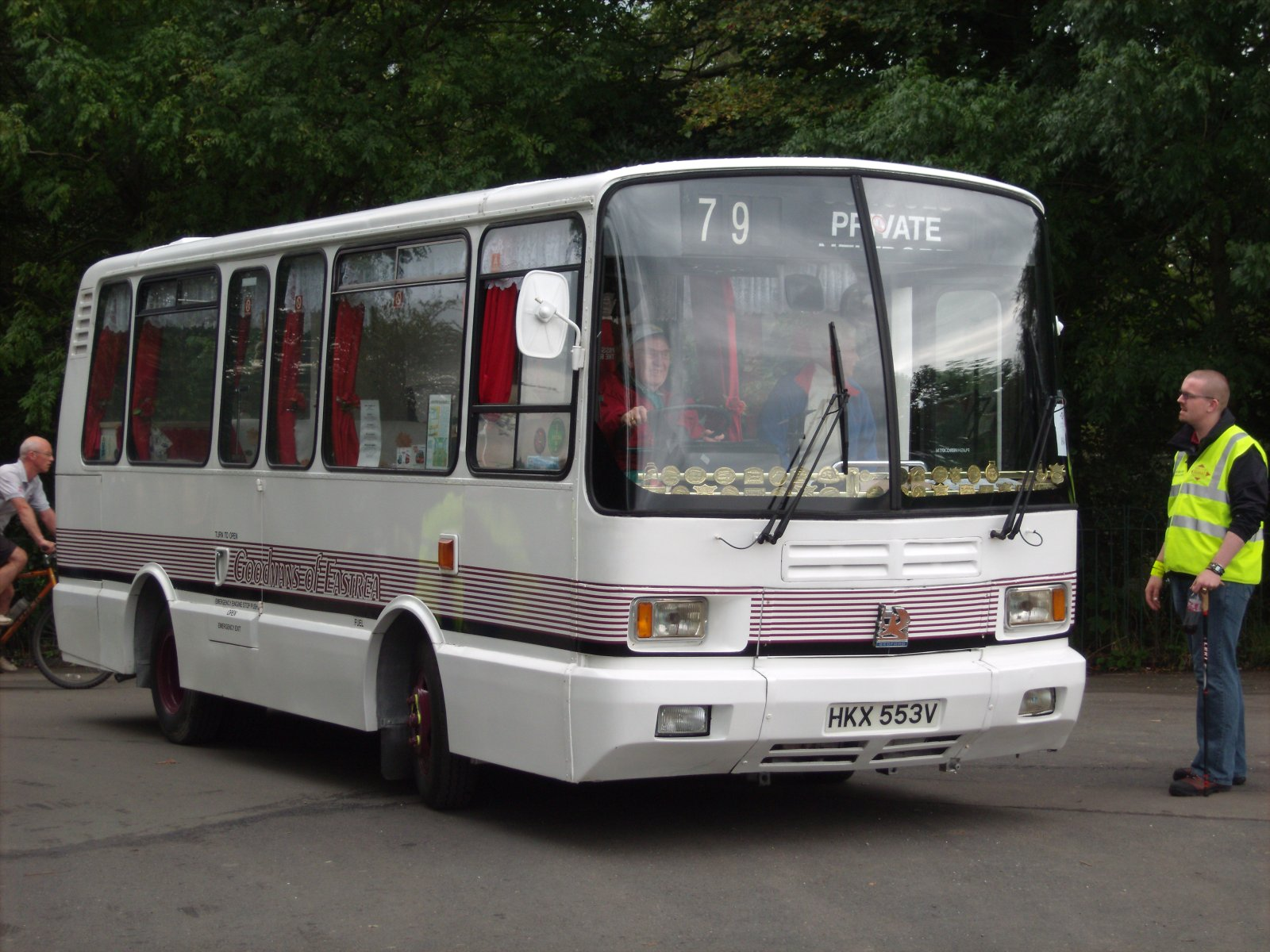
Bedford JJL
- DAB MidiCity
- Den Oudsten B85/B86
- Hino Poncho
- Indcar Mago
- Menarinibus Vivacity
- Mercedes-Benz O321H/O322/O302
- Mercedes-Benz Cito
- Solaris Alpino
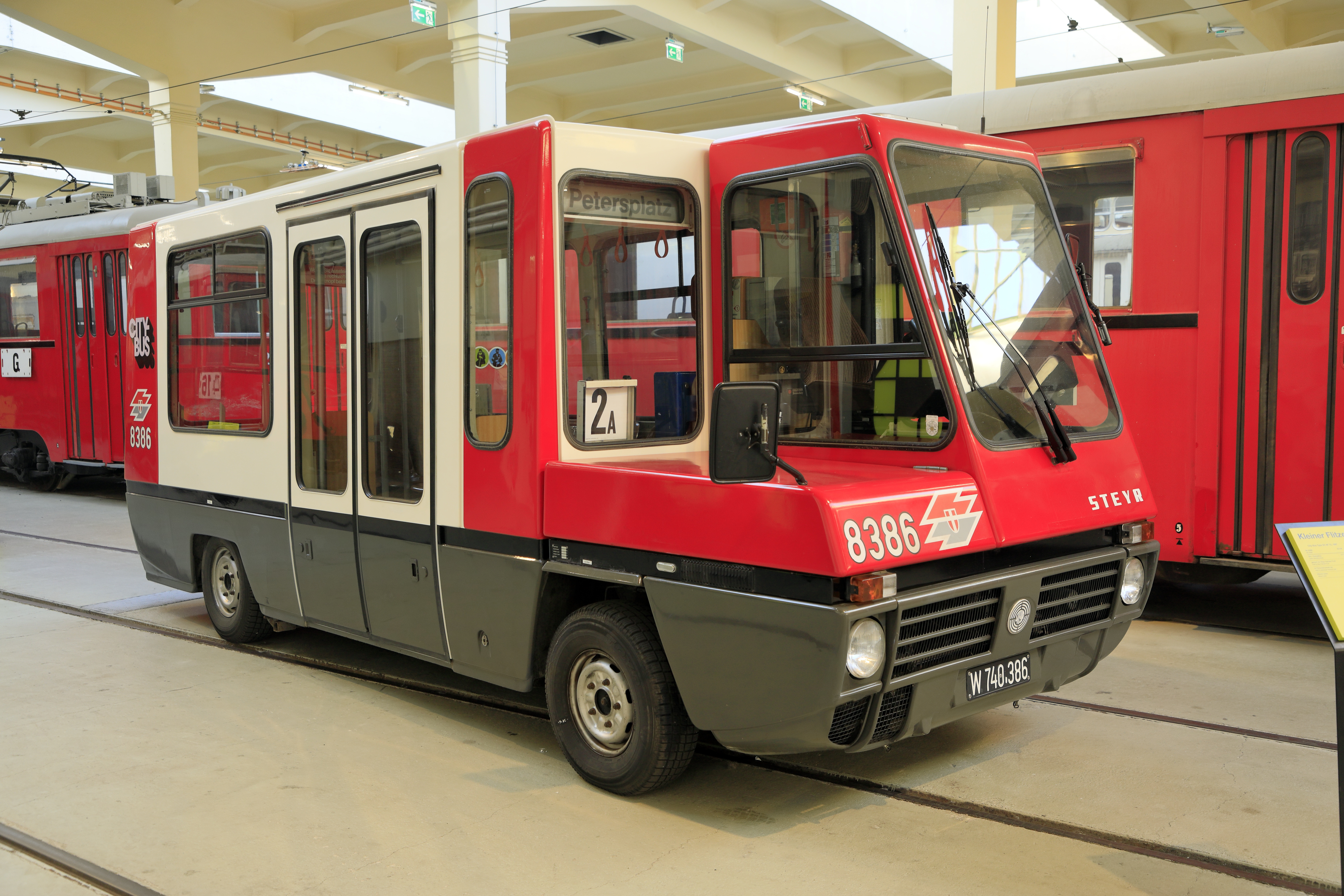
Steyr City-Bus
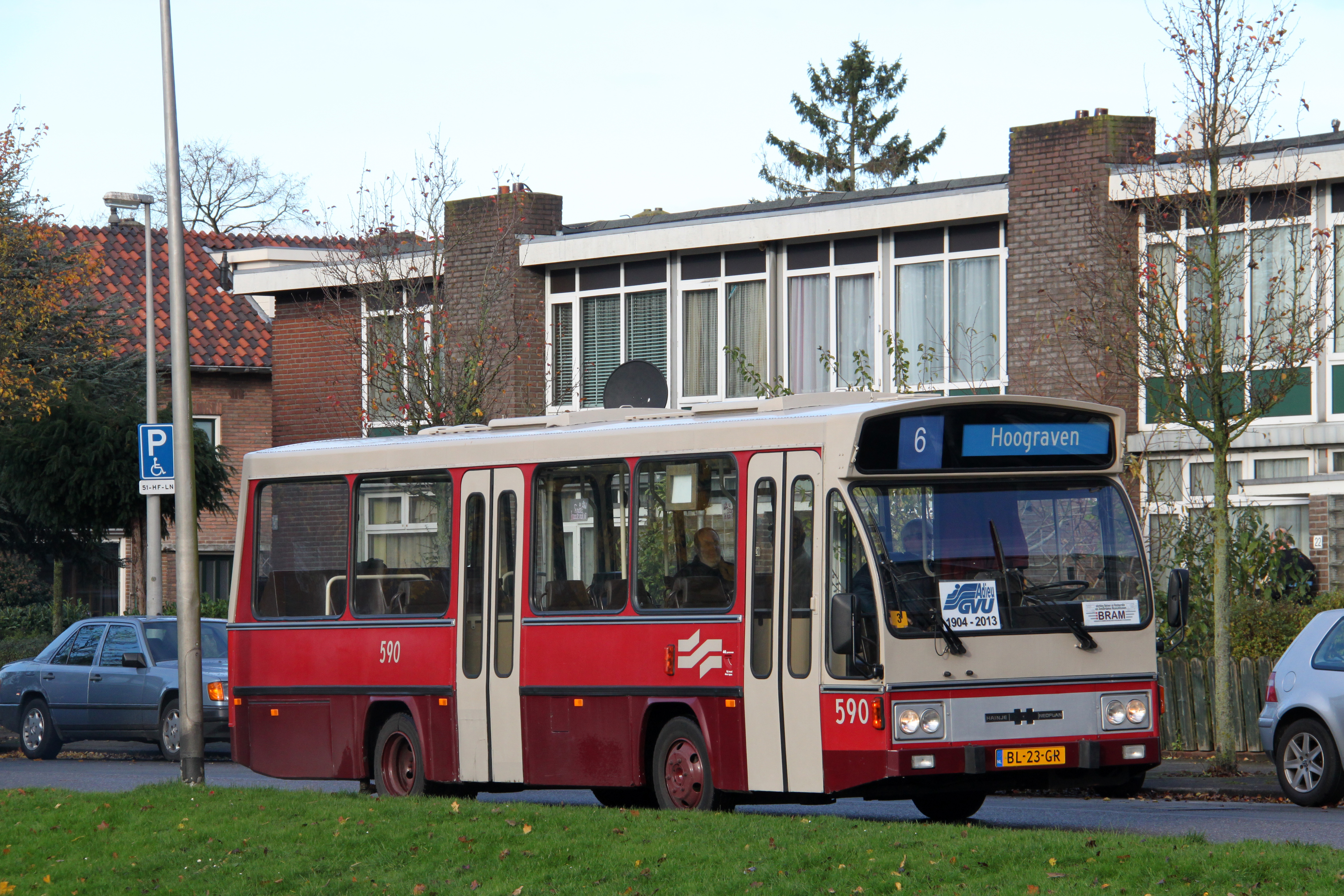
Neoplan GVB midibus
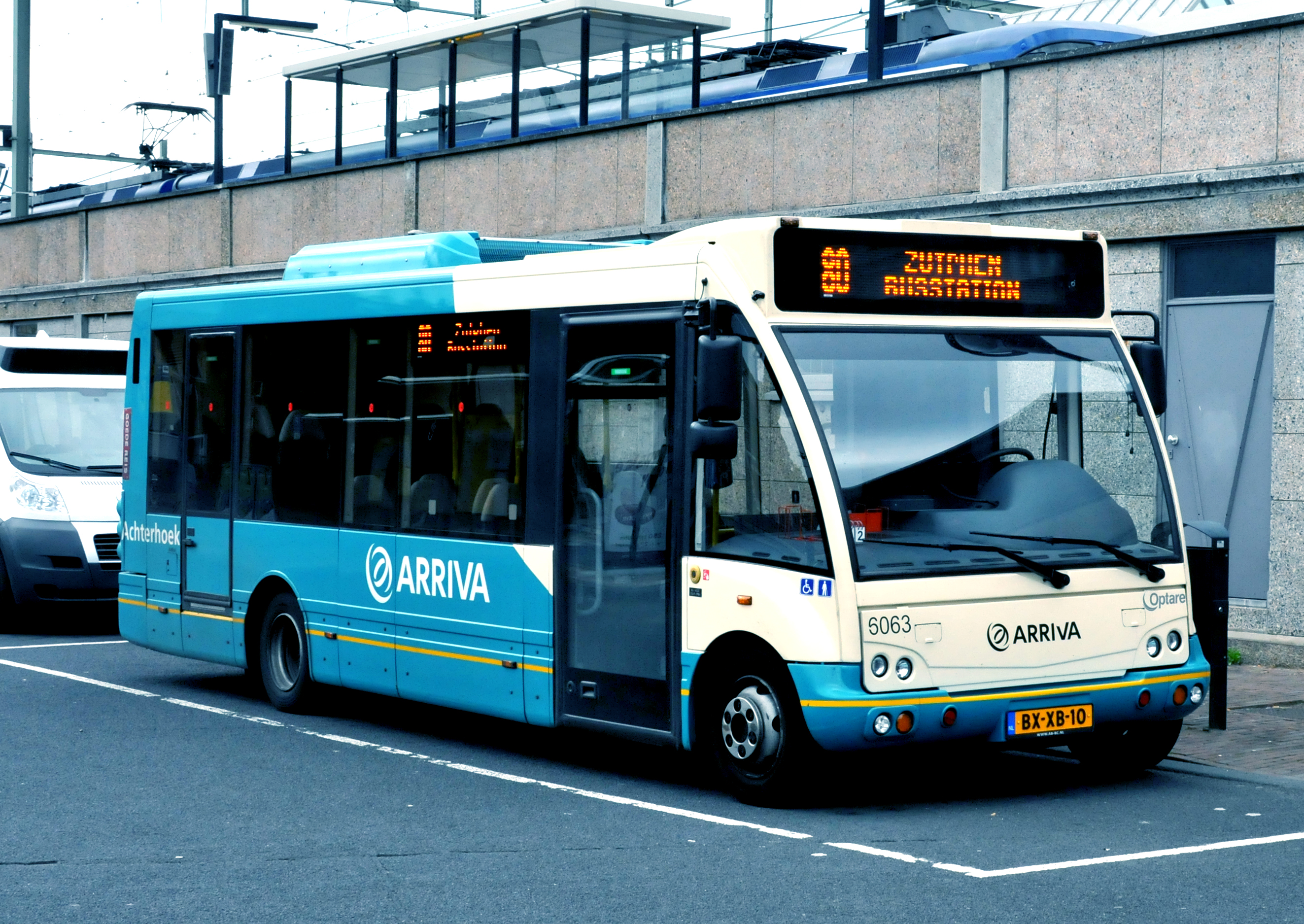
Optare Solo
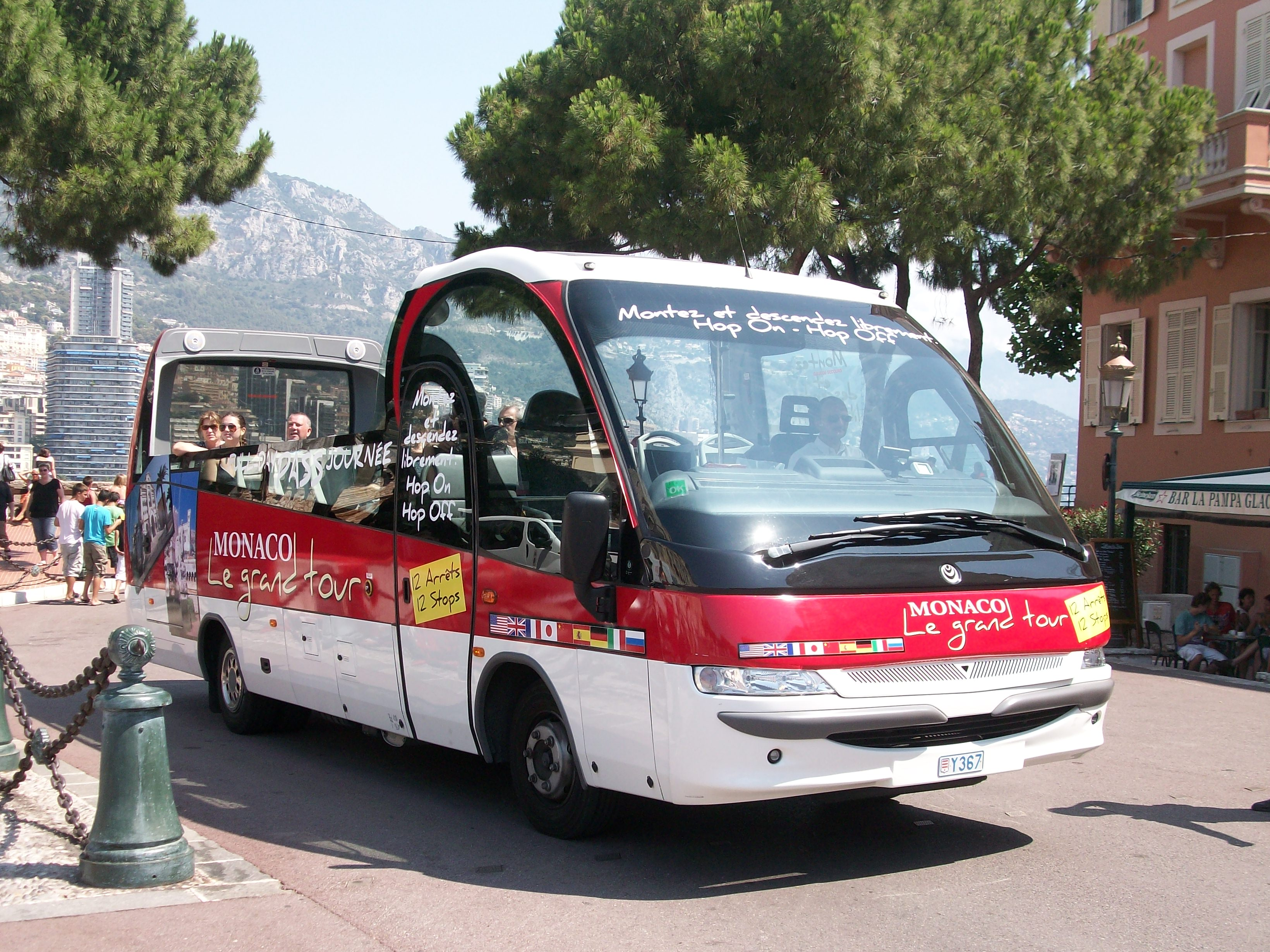
Indcar Mago 2
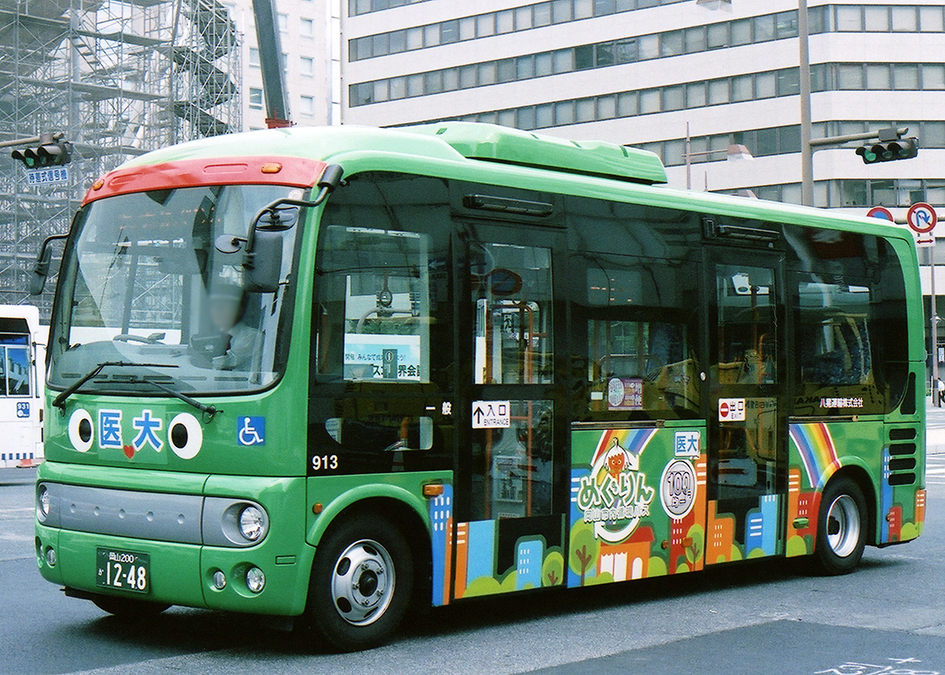
Hino Poncho
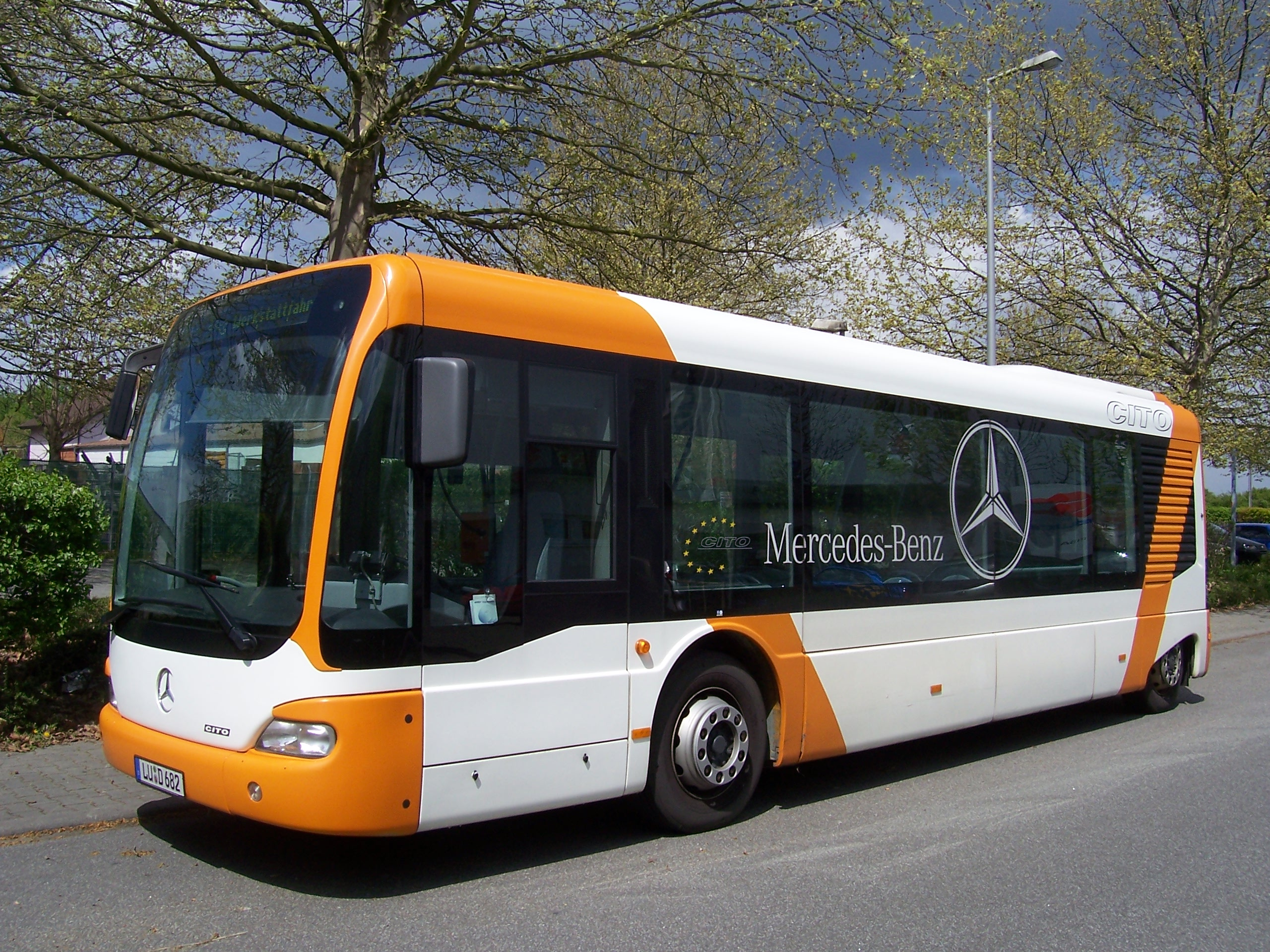
Mercedes-Benz Cito
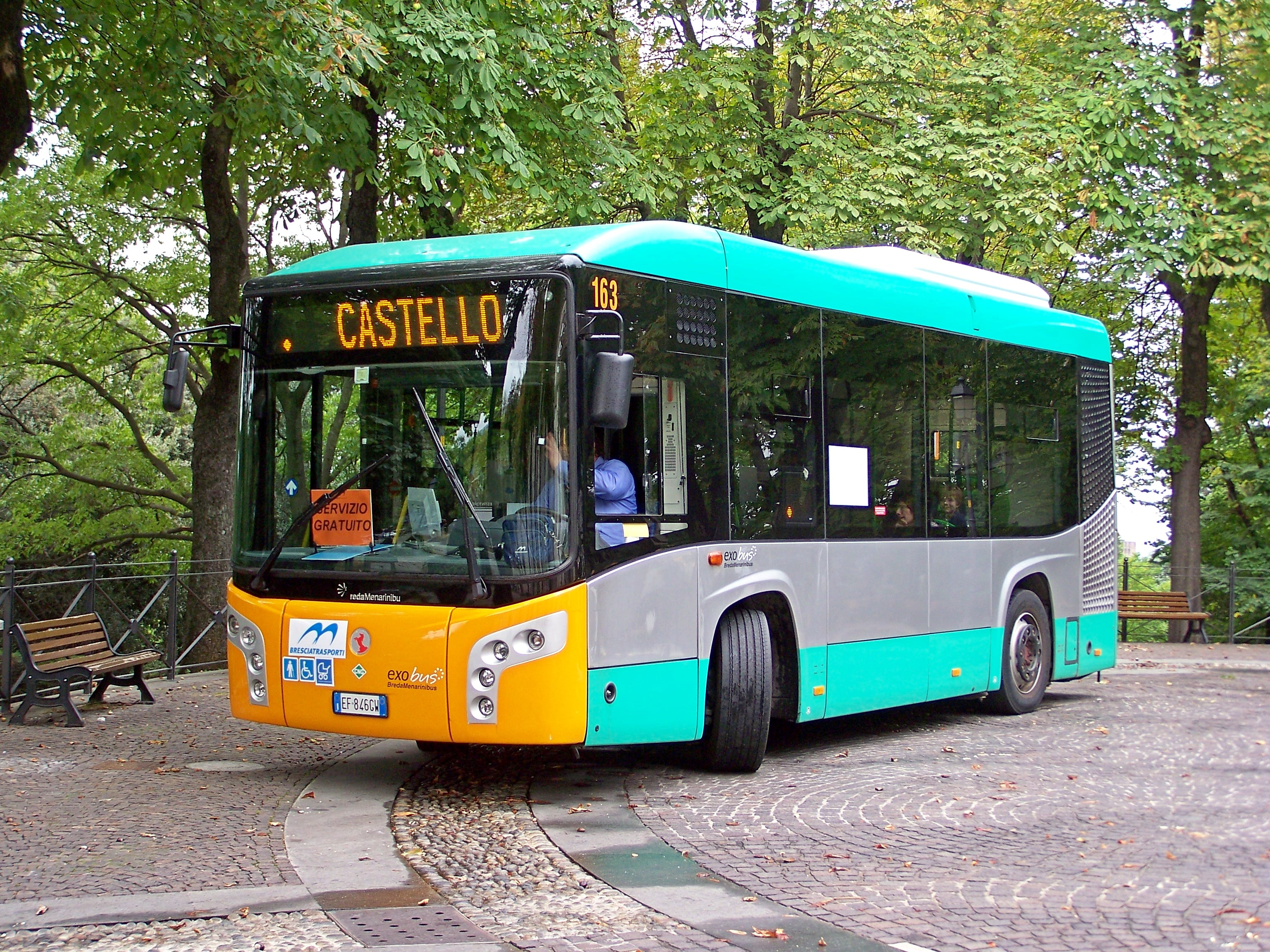
Menarinibus Vivacity

- TAM Vero[4]
- Toyota Coaster
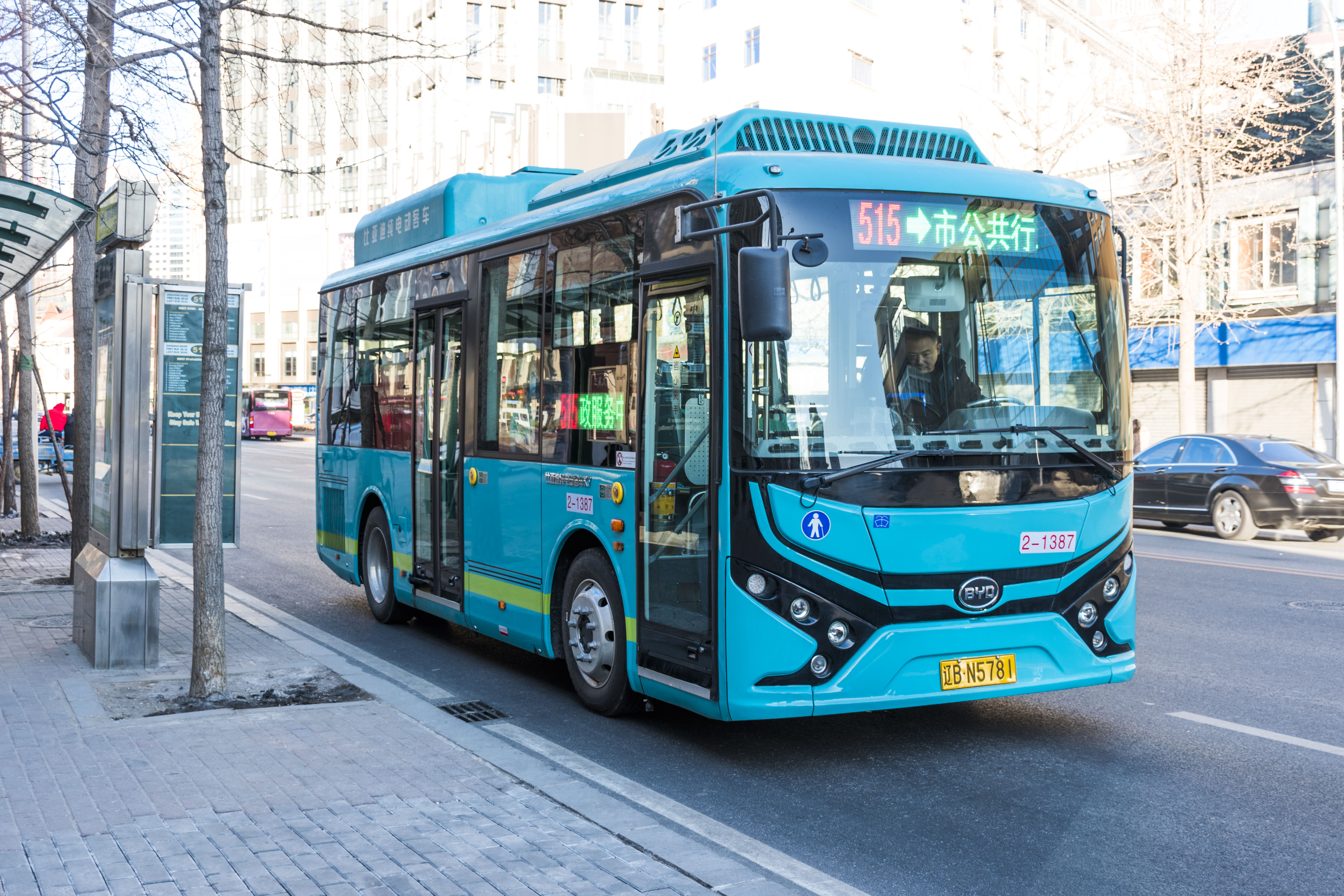
BYD K7
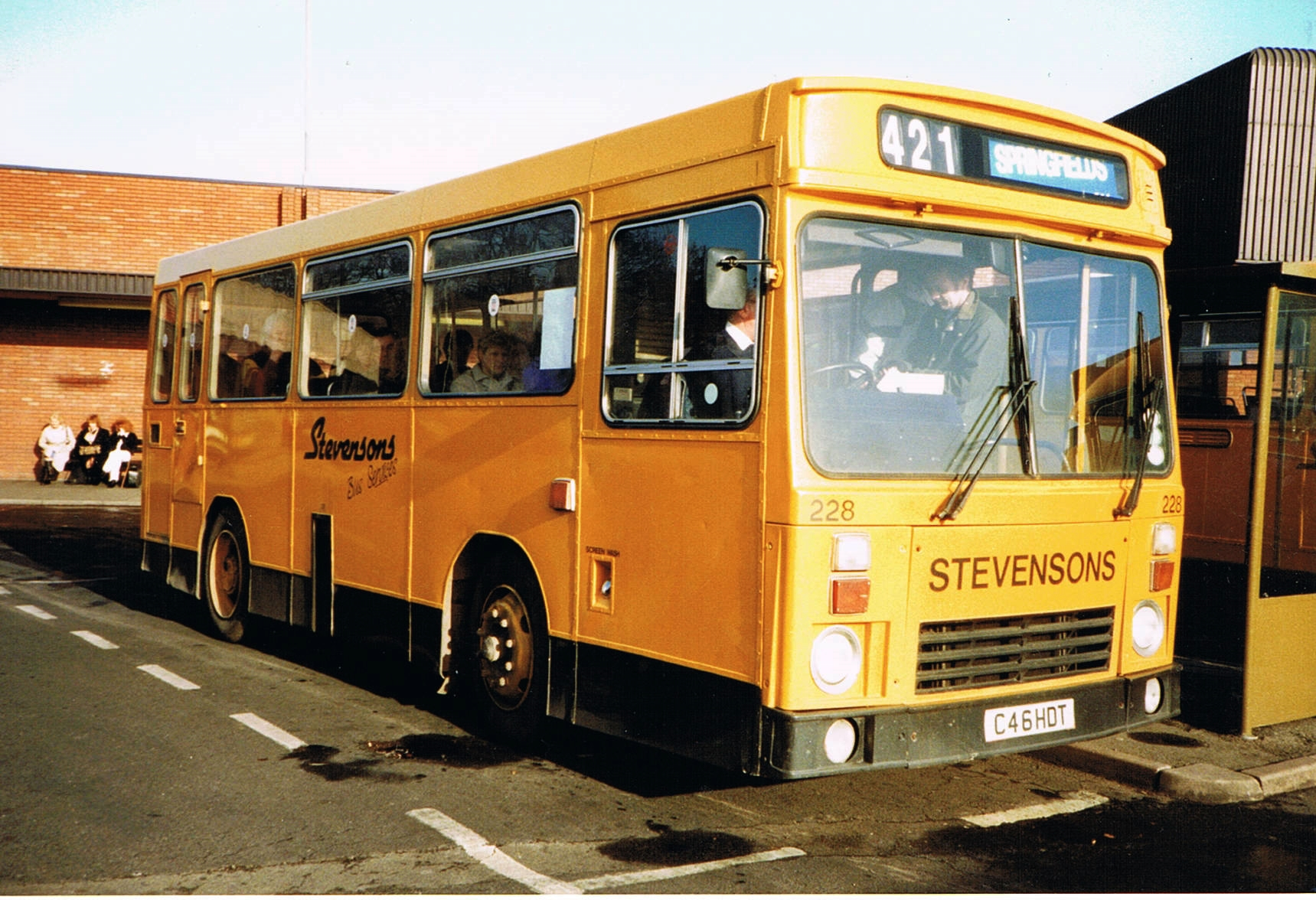
Dennis Domino
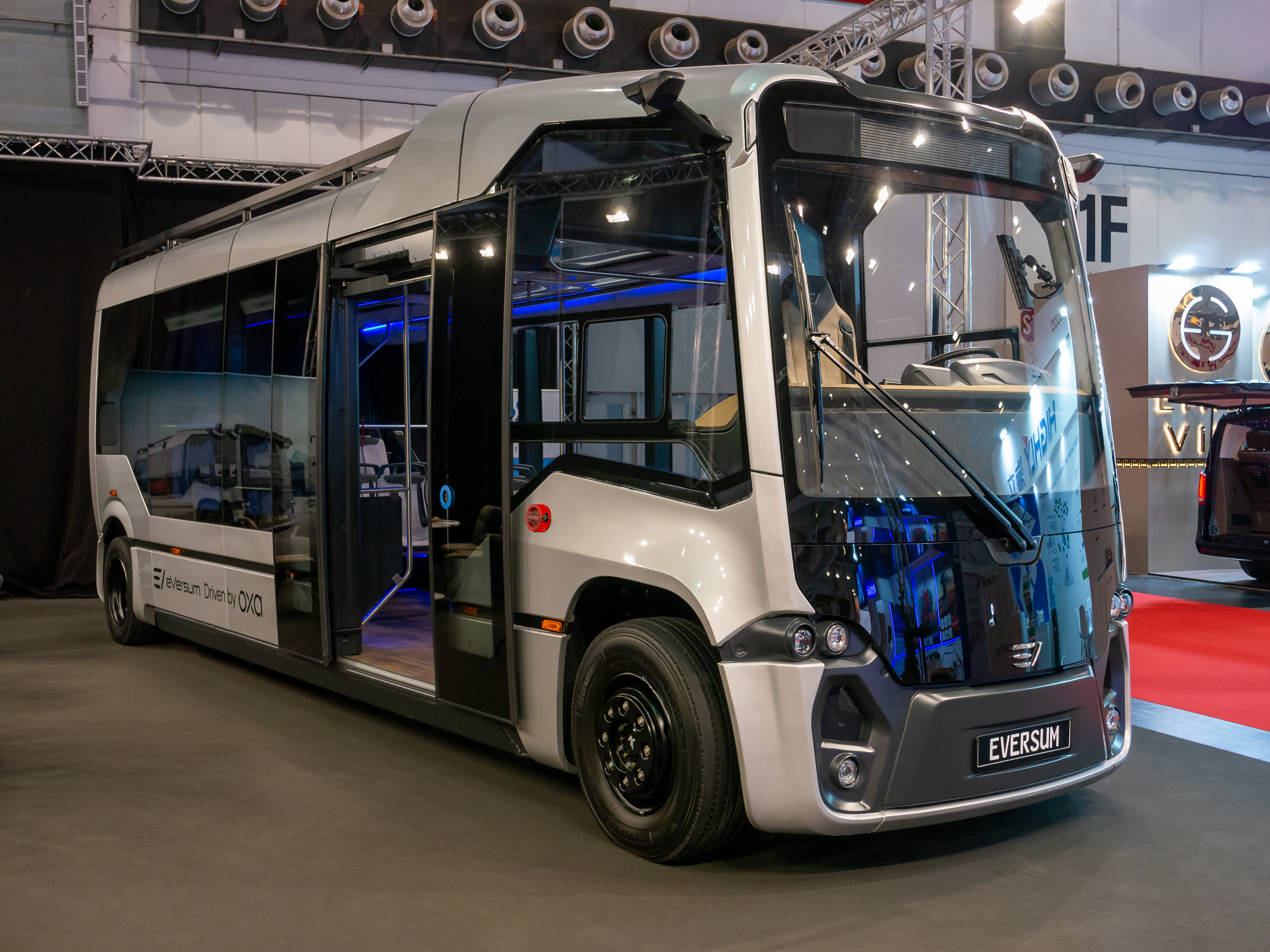
EVersum E-Shuttle

- Tribus Movitas[5]
- Van Hool A309
- Wright StreetLite

- Bedford JJL
- Steyr City-Bus
- Neoplan GVB midibus
- Optare Solo
- Indcar Mago 2
- Hino Poncho
- Mercedes-Benz Cito
- Menarinibus Vivacity
- BYD K7
- Dennis Domino
- EVersum E-Shuttle

### Ingekort bus-chassis
Veel busbouwers bieden op basis van hun twaalfmetermodel een ingekorte versie.
Voorbeelden
- Dennis Dart
- Gépébus Oréos 55
- Hino Rainbow
- Heuliez GX 127/137
- Irisbus Midway
- MAN A05
- Neoplan N4XXX
- Optare Versa
- Solaris Urbino (9- en 10m-versies)
- VDL SB120

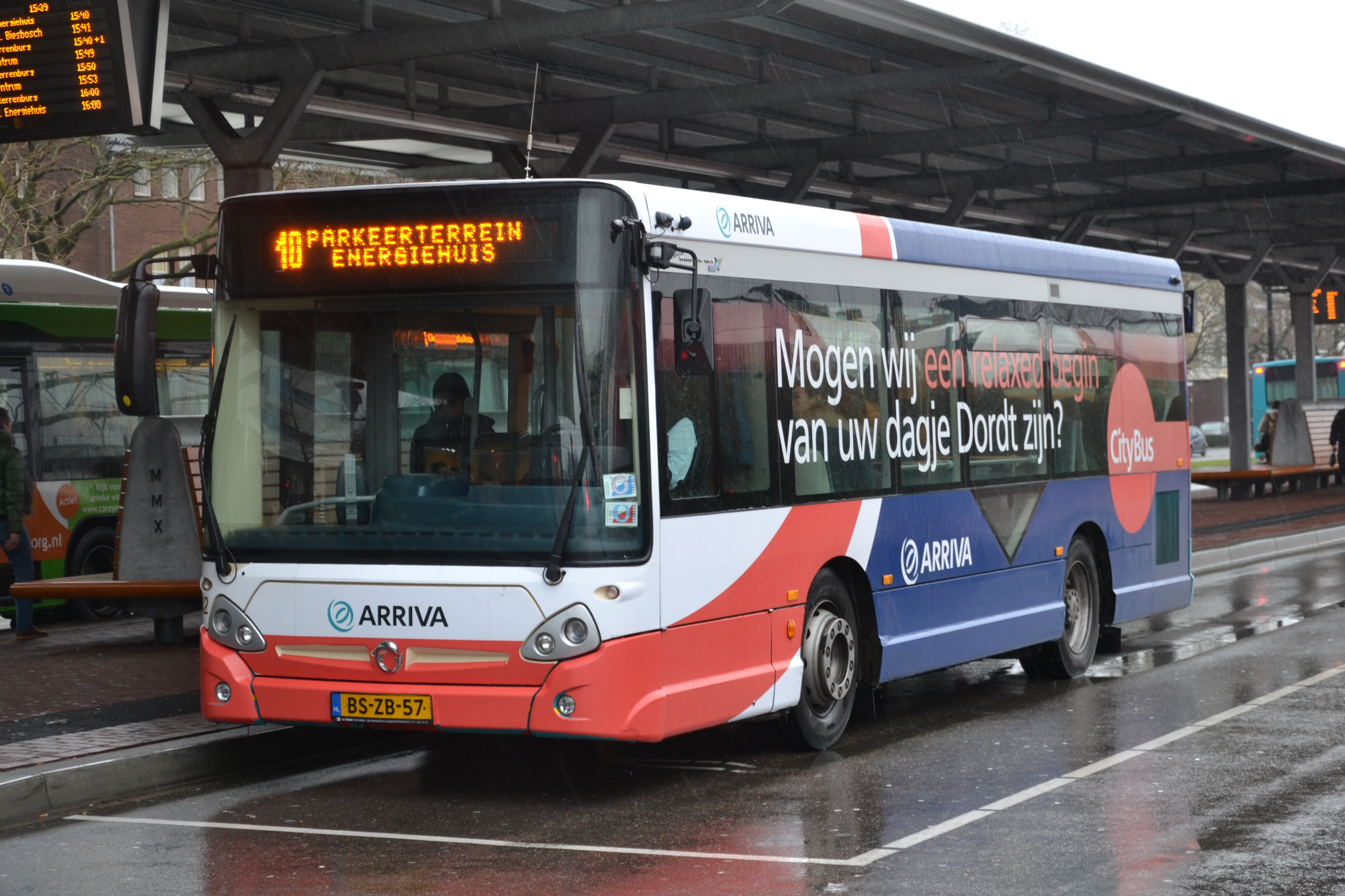
Heuliez-bus te Dordrecht
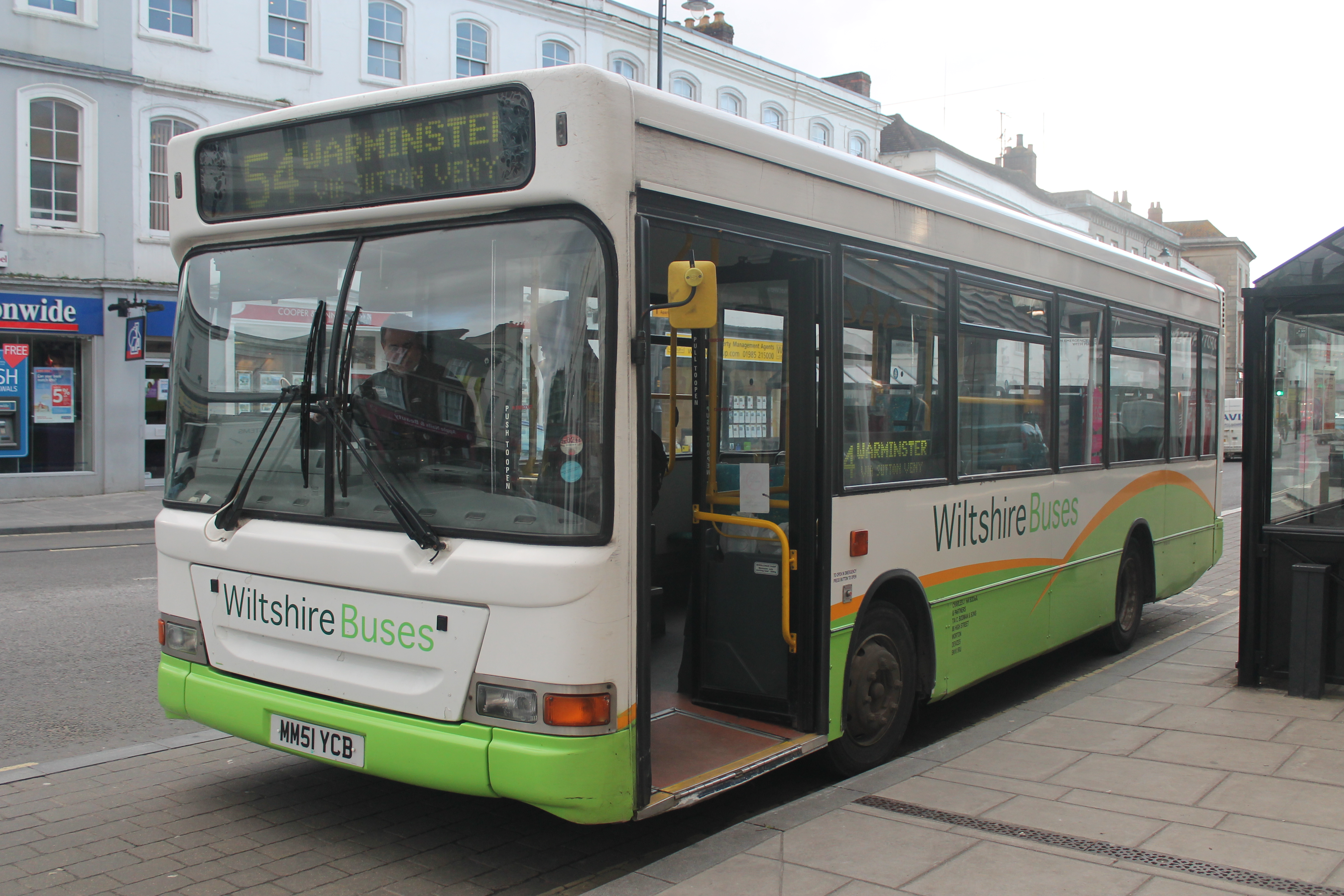
Dennis Dart
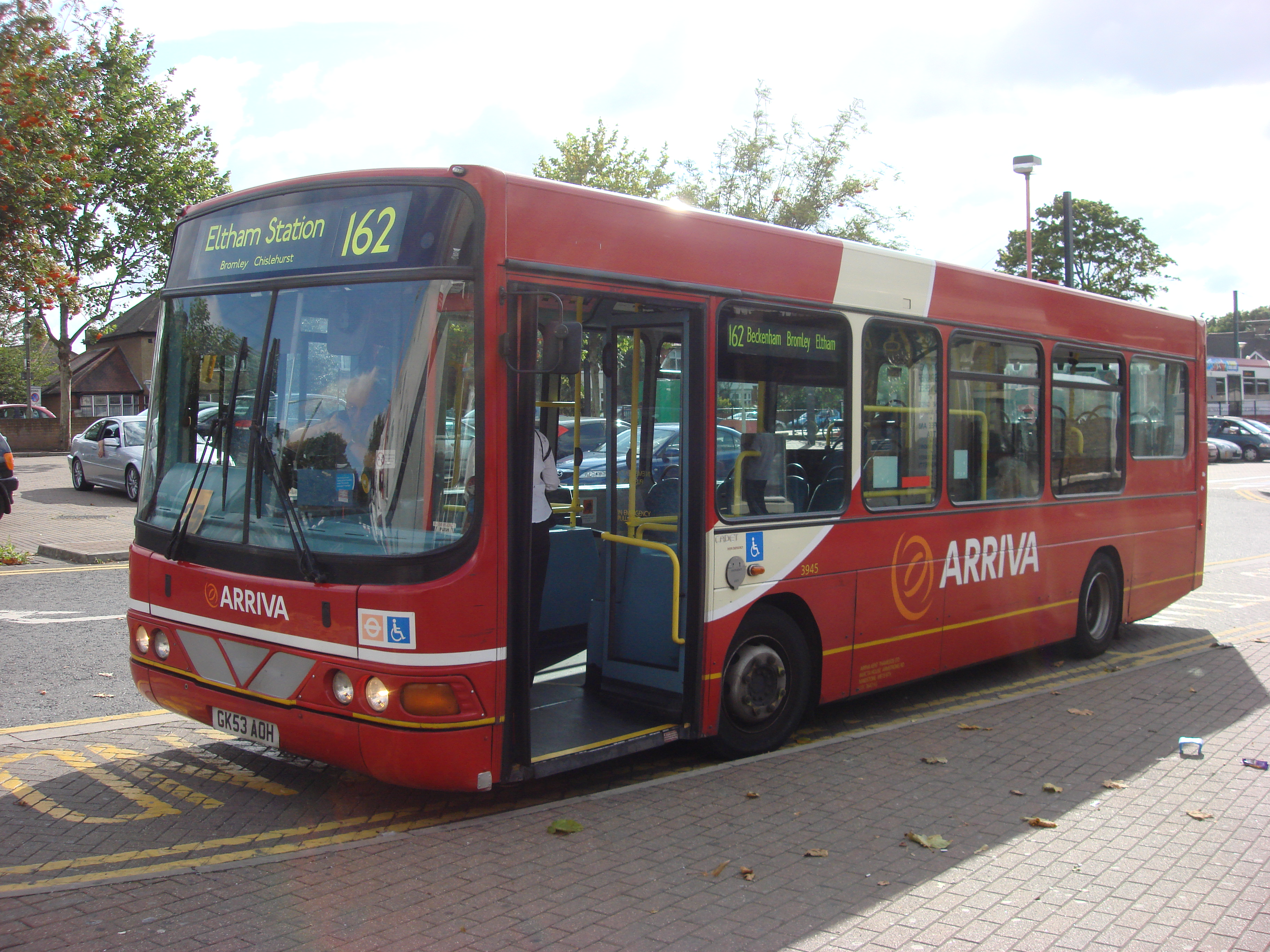
London Bus SB120
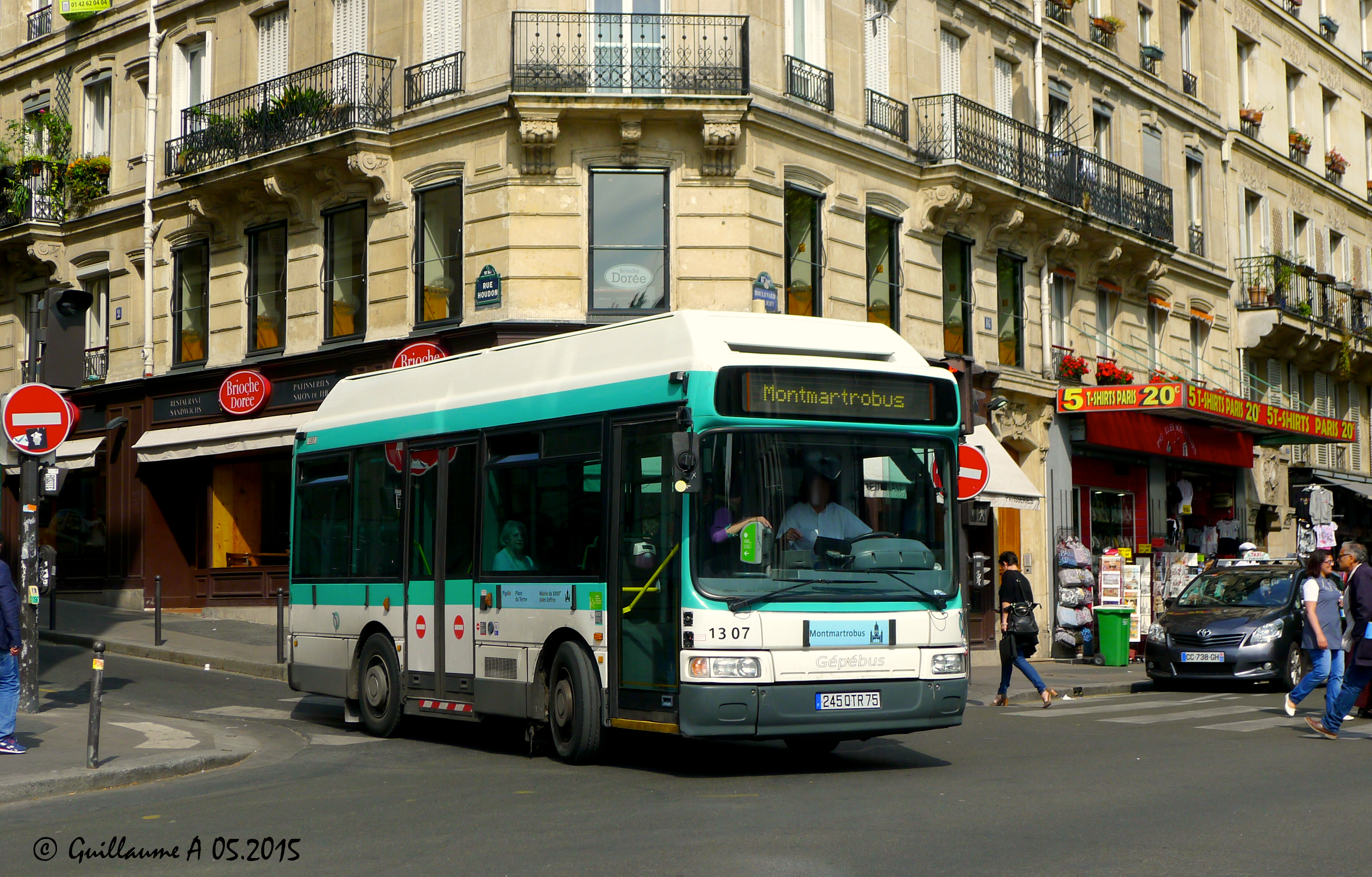
Gépébus Oréos 55E
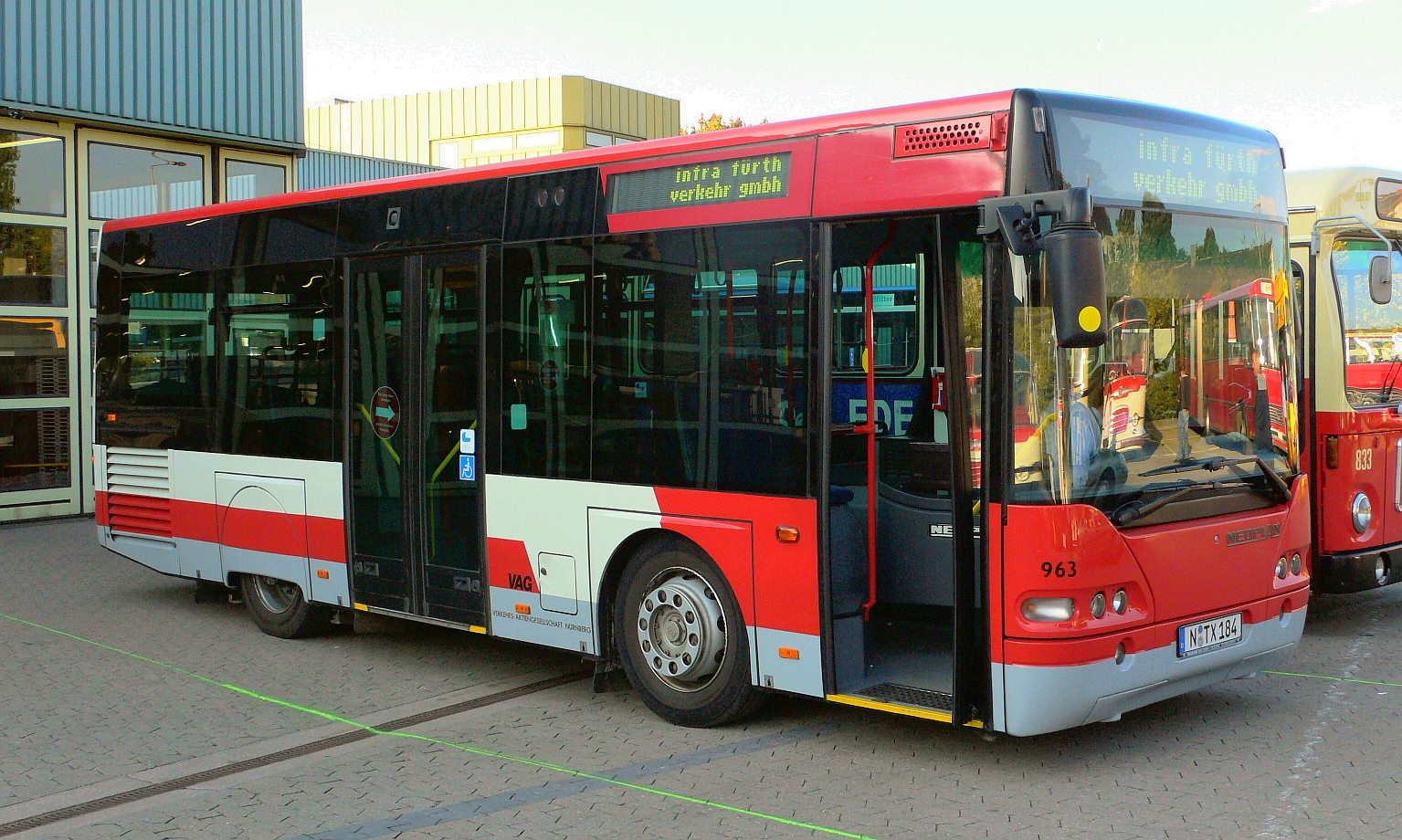
Neoplan N4407
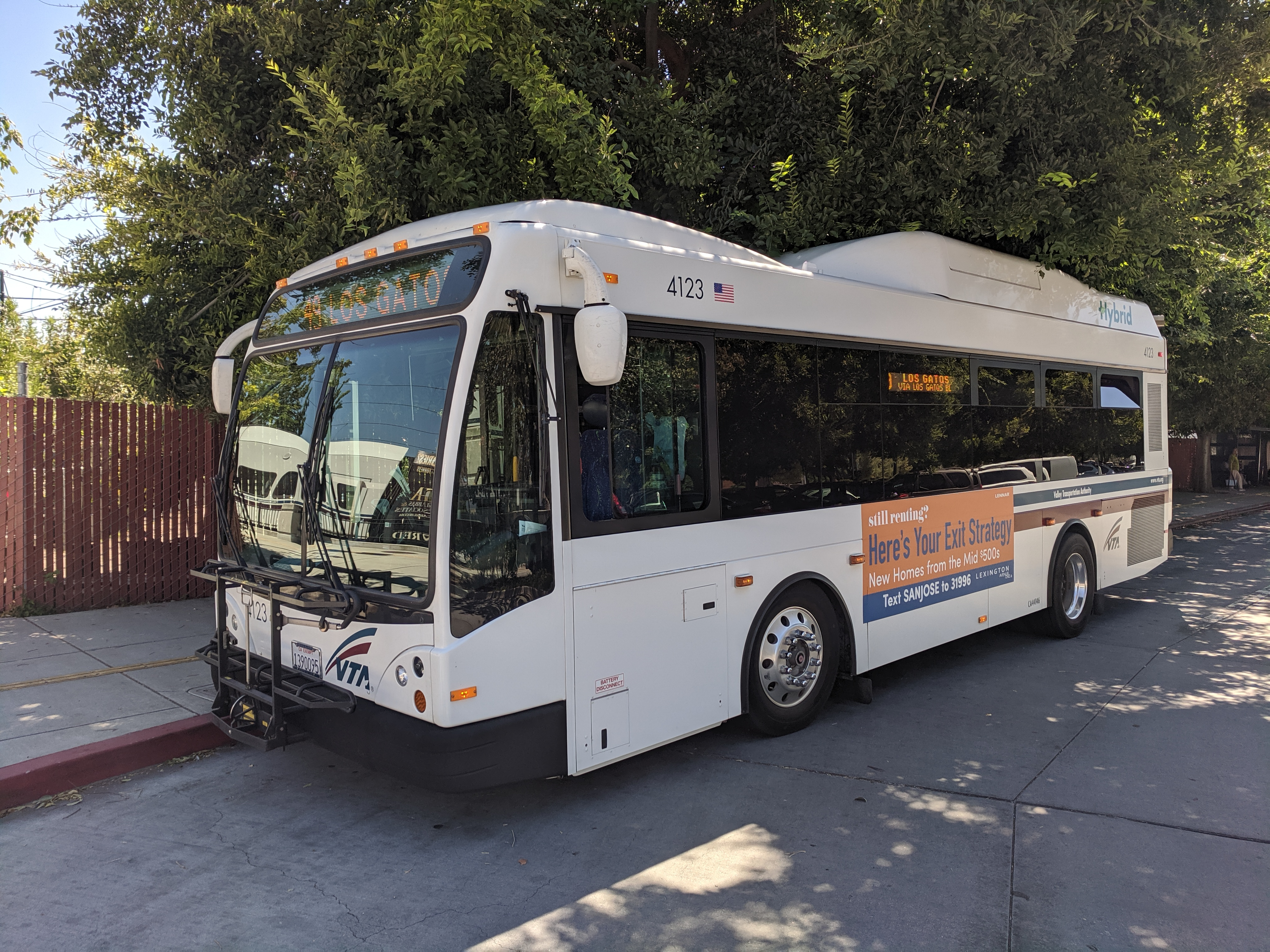
Gillig BRT
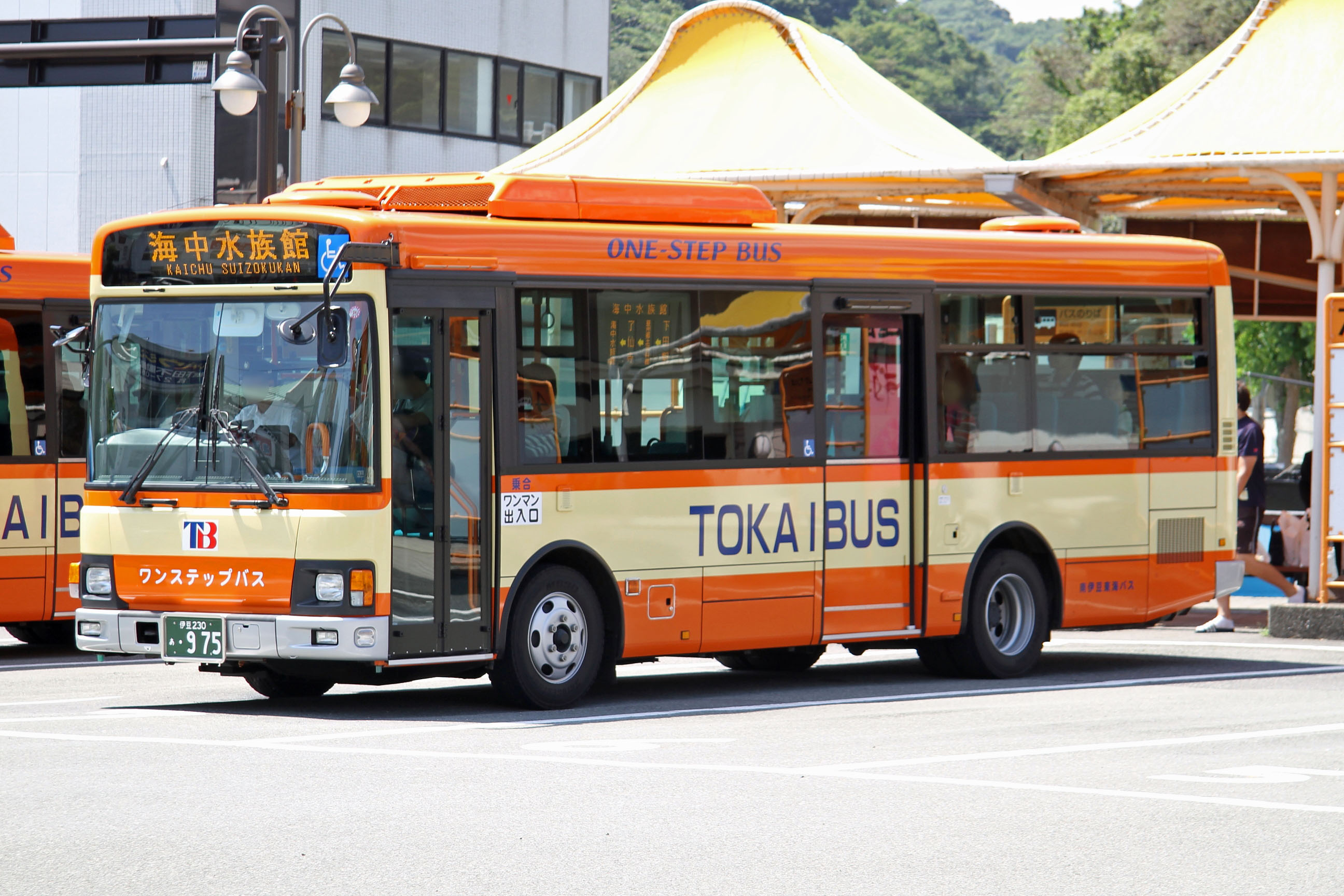
Hino Rainbow
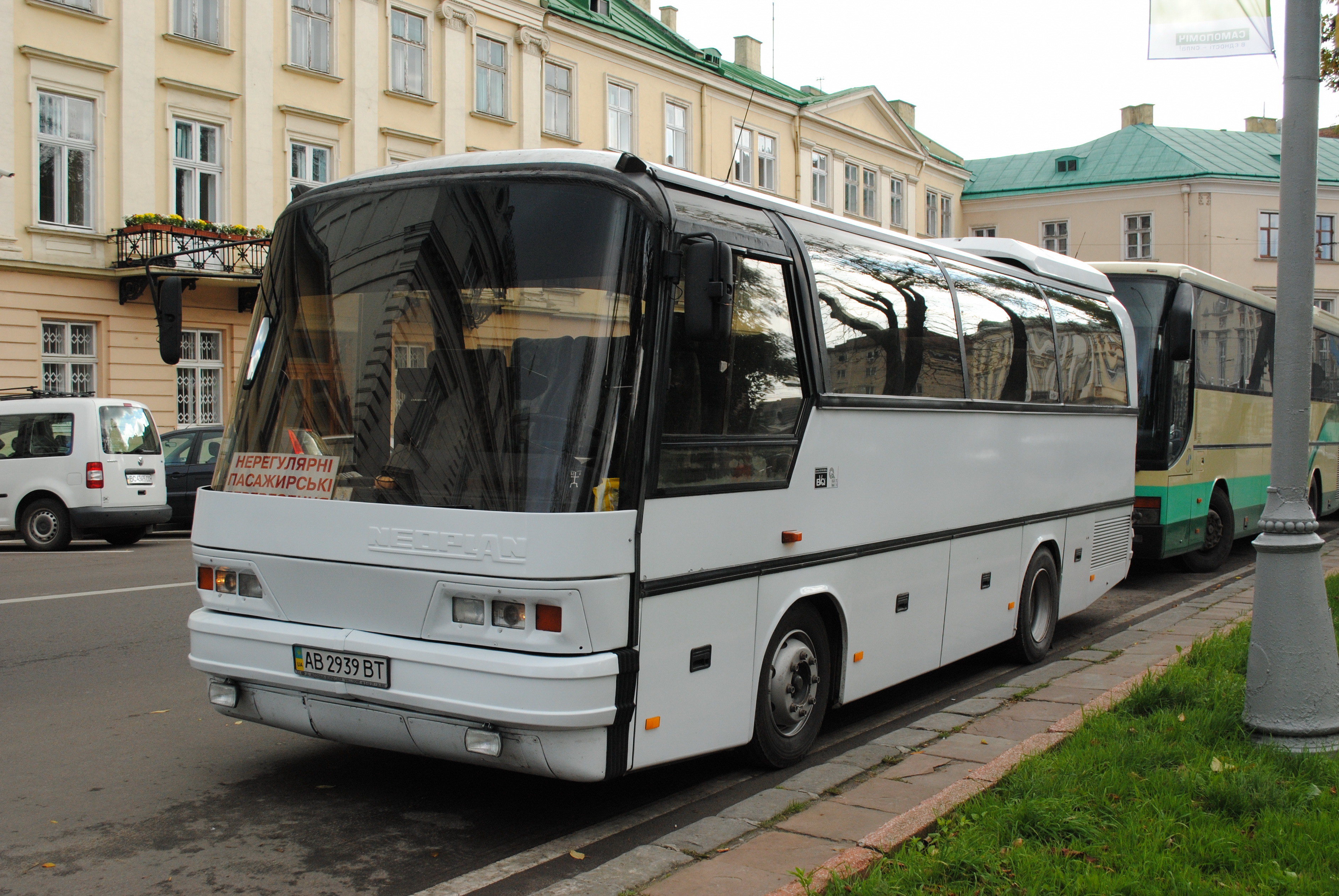
Neoplan Jetliner Midi
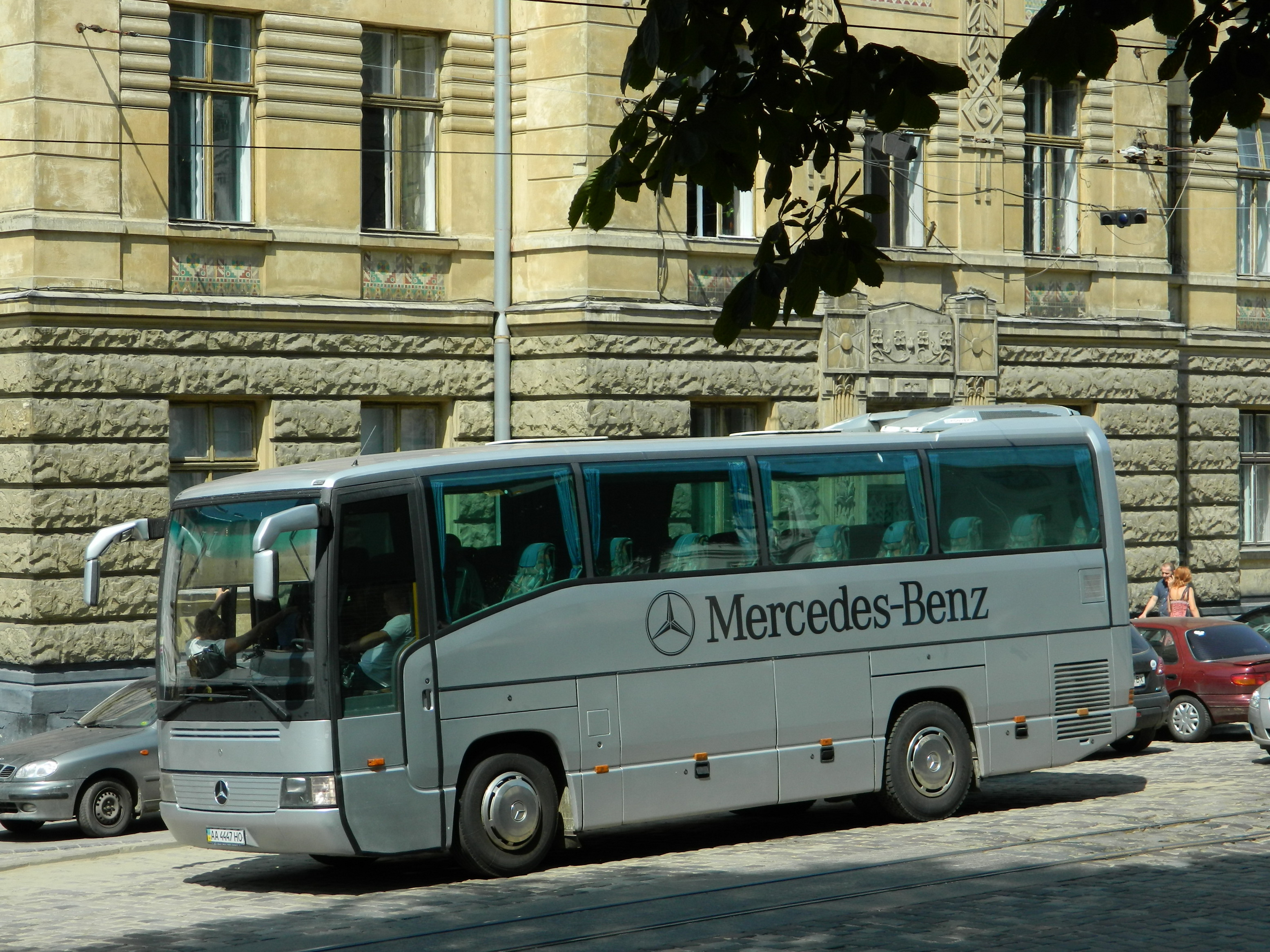
Mercedes-Benz O404 Midi